# Milorad Drašković
Milorad Drašković, cyr. Милорад Драшковић (ur. 29 marca 1873 w Polomie, zm. 21 lipca 1921 w Delnicach) – serbski i jugosłowiański polityk, minister gospodarki (1906–1910) i armii (1915) Królestwa Serbii, minister spraw wewnętrznych Królestwa SHS (1920–1921).

## Życiorys
Należał do partii Samostalna radikalna stranka, a następnie Jugoslavenska demokratska stranka. W latach 1906–1910 był ministrem gospodarki Serbii, a w 1915 roku ministrem armii. W latach 1920–1921 pełnił funkcję ministra spraw wewnętrznych Królestwa Serbów, Chorwatów i Słoweńców. Był twórcą proklamacji, która zdelegalizowała działalność Komunistycznej Partii Jugosławii. 21 lipca 1921 został zamordowany w wyniku zamachu przeprowadzonego przez Aliję Alijagicia.